# Mascarenobrium luteosparsum
Mascarenobrium luteosparsum là một loài bọ cánh cứng trong họ Cerambycidae.